# Inséparable masqué
Agapornis personatus
Espèce
Statut de conservation UICN

 LC  : Préoccupation mineure
Répartition géographique
Synonymes
Agapornis personata
Statut CITES
L'Inséparable masqué (Agapornis personatus) est une espèce d'oiseau appartenant à la famille des Psittacidae. Cette perruche africaine est proche de l'Inséparable à joues noires (Agapornis nigrigenis).

## Description
Cette espèce mesure de 14,5 à 16 cm. Sa tête est de couleur noire (avec des reflets bruns). Les yeux, noirs également, sont entourés d'un large cercle orbital blanc. La gorge et le cou sont jaune citron. Le reste du plumage est vert, plus foncé sur les parties supérieures et plus clair sur les inférieures. Le bec est rouge corail.

## Répartition
Originaire de Tanzanie, cette espèce vit en couple ou en groupe pouvant atteindre une centaine d'individus.

## Captivité
- Comportement social : à maintenir en groupe ou en couple
- Logement : volière intérieure ou extérieure, ou même dans une grande cage d'élevage, cage plus large que haute, grillage solide, pas de végétation
- Température : ce sont des oiseaux robustes mais un abri les protégeant du gel l'hiver et du froid est nécessaire
- Alimentation : mélange pour inséparables (tournesol, arachide, millet, avoine pelée), fruits, plantes herbacées
- Activités : vifs, actifs, aiment se baigner.
- Nichoir : boîte en bois de 25 × 25 × 30 cm
- Nourriture oisillons : possibilité de les nourrir à la main en vue de les apprivoiser, nourriture spéciale vendue dans le commerce.
- Incubation : 18 à 24 jours

## Mutations
Les oiseaux comportant des traces de suffusions rouges sur le collier jaune sont la preuve qu'il y a eu des hybridations dans le passé, avec d'autres espèces d'inséparables, en particulier avec l'Inséparable de Fischer, dans le but de faire passer des mutations d'une espèce à une autre.
Lors des accouplements entre les différentes couleurs, on n'est jamais certain des résultats à venir en raison de l'existence de très nombreux oiseaux porteurs de mutations masquées car récessives.
- Les bleus

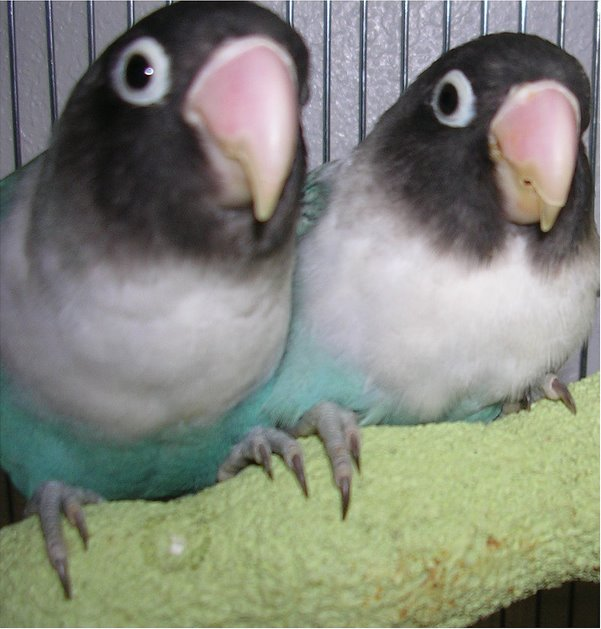
Agapornis personatus bleus

C'est la mutation la plus ancienne. On a retrouvé un spécimen dans la nature dans les années 1930. Il fut offert au zoo de Londres.
Le vert est remplacé par le bleu, le bec est couleur corne, le collier devient blanc, l'anneau autour de œil est toujours présent. Le dessus de la queue est bleu violacé. Le bleu est plus ou moins clair tirant sur le turquoise.
- Les verts et les dilués verts

Le vert est la couleur originelle, ce n'est donc pas une mutation. le bec est rouge. On retrouve les anneaux des yeux et la tête noire. Le collier est jaune. Les autres nuances de vert, par contre, correspondent effectivement à des mutations. La couleur va, du vert clair au presque jaune et jusqu'au vert foncé (grâce au facteur foncé). Avec les verts dilués, on peut obtenir des dilués bleus. On aura alors 100 % de vert bleu et dilué.
- Les violets

Les vrais violets sont rares, on obtient de beaux résultats en les accouplant avec des bleus. Résultat: du bleu, du cobalt, du bleu violacé et du violet. Même chose avec du mauve on obtient du cobalt, du mauve, violet et du mauve violet
- Les lutinos

Eux sont un peu à part. Ils sont apparus à cause du croisement avec leurs cousins les fischer. les plus beaux auraient la tête, les yeux ainsi que le bec rouge. Le reste du corps est tout jaune citron. Le croupion est blanc. En le croisant avec un personata bleu on obtient l'albinos qui lui est tout blanc avec les yeux rouges.
- Les halfsiders

Il ne s'agit pas à proprement d'une mutation. Les halfsiders sont des oiseaux présentant deux côtés différents. Ces individus sont remarquables car la limite entre les couleurs est nette et se situe juste au milieu du corps sur la ligne reliant le bec au cloaque et faisant tout le tour du corps : ces oiseaux possèdent ainsi deux ailes de couleurs différentes. L'explication génétique de ce phénomène est simple : il s'agit d'oiseaux hétérozygotes porteur d'une mutation récessive en principe masquée mais qui dans ce cas s'exprime sur la moitié du corps.
- Les quartersiders

Il s'agit d'un cas proche des halfsiders mais il s'agit d'oiseaux chez lesquels la mutation récessive qui devrait rester masquée s'exprime sur un quart du corps. La coutume considère que ces oiseaux, tout comme les halfsiders, sont stériles mais ce n'est pas le cas. De manière logique cependant, cette anomalie ne se transmet pas à la descendance.

## Cri et chant
Les inséparables masqués produisent des pépiements très variés qui sont généralement forts, aigus et saccadés. Bien que souvent brefs et sans mélodies (cri), un inséparable masqué est capable de produire, dans un contexte plus calme, un chant doux et plus mélodieux.
Certaines actions qui peuvent être irritable pour l'oiseau lui feront parfois faire des grognements.
Un inséparable masqué aura tendance a crier lors d'interactions humaines ou animales et lors d'activités bruyantes autour de lui.
- Cris

## Comportement
L'inséparable masqué est un oiseau très social et sociable et il est généralement en couple. En captivité, certains peuvent s'attacher à des humains faute d'autres inséparables masqués. De ce fait, ils apprécient beaucoup quand ils se sentent comme centre d'attention et ils peuvent provoquer cette attention en criant ou en mordant.
La majorité de ces oiseaux n'aiment pas se faire flatter ou se faire prendre dans une main surtout quand ils sont bien éveillés. La seule fois où ils peuvent accepter de se faire flatter est lorsqu'ils sont fatigués. Dans ces cas, ils ne voudront se faire flatter que la tête, endroit où il leur est difficile de se gratter.
Ce sont des oiseaux qui peuvent passer beaucoup de temps à lisser leurs plumes pour en déloger la saleté ou pour les placer. Lorsqu'un inséparable masqué se sent seul, triste et/ou manque d'attention, il aura tendance à s'enlever les plumes jusqu'à ne plus en avoir dans certains cas extrêmes.
Les inséparables masqués sont des oiseaux grimpeurs. Leur bec crochu et leurs pattes arrangées de façon zygodactile sont parfaites pour grimper aux arbres comme ils le font dans leur habitat naturel.
Durant leur sommeil, ils positionnent leur tête dans le creux de leurs ailes dans leur dos et restent sur leurs deux pattes.

## Activité
Beaucoup d'inséparables aiment se baigner pour se rafraichir ou pour se laver.
Certains peuvent apprendre des tours comme tourner sur un perchoir. Ces tours sont bien retenus par les inséparables masqués lorsqu'ils sont jeunes et quand ils reçoivent une récompense en échange de l'accomplissement du tour.

## Reproduction
Les inséparables masqués ne se reproduisent qu'une ou deux fois par an. La femelle pond 3 à 7 œufs par couvaison.

## Incubation, éclosion et enfance
La période d'incubation dure environ 23 jours où la femelle va couver les œufs. Ceux-ci ont une taille d'environ 19 millimètres.
L'oisillon, après 23 jours, va percer la coquille de l’œuf avec son bec. Il va éclore.
Après l'éclosion, les plumes de l'inséparable n'ont pas encore poussé et l'on ne peut observer que la peau et un fin duvet. Au fil des jours et semaines, les plumes vont pousser. Après six semaines, la plupart des plumes ont fini de pousser et l'oisillon quitte le nid maternel. Les inséparables masqués juvéniles ont une petit tache noire sur le bec qui disparaîtra et (pour les inséparables masqué violets) le bec sera plus orangé qu'à l'âge adulte.

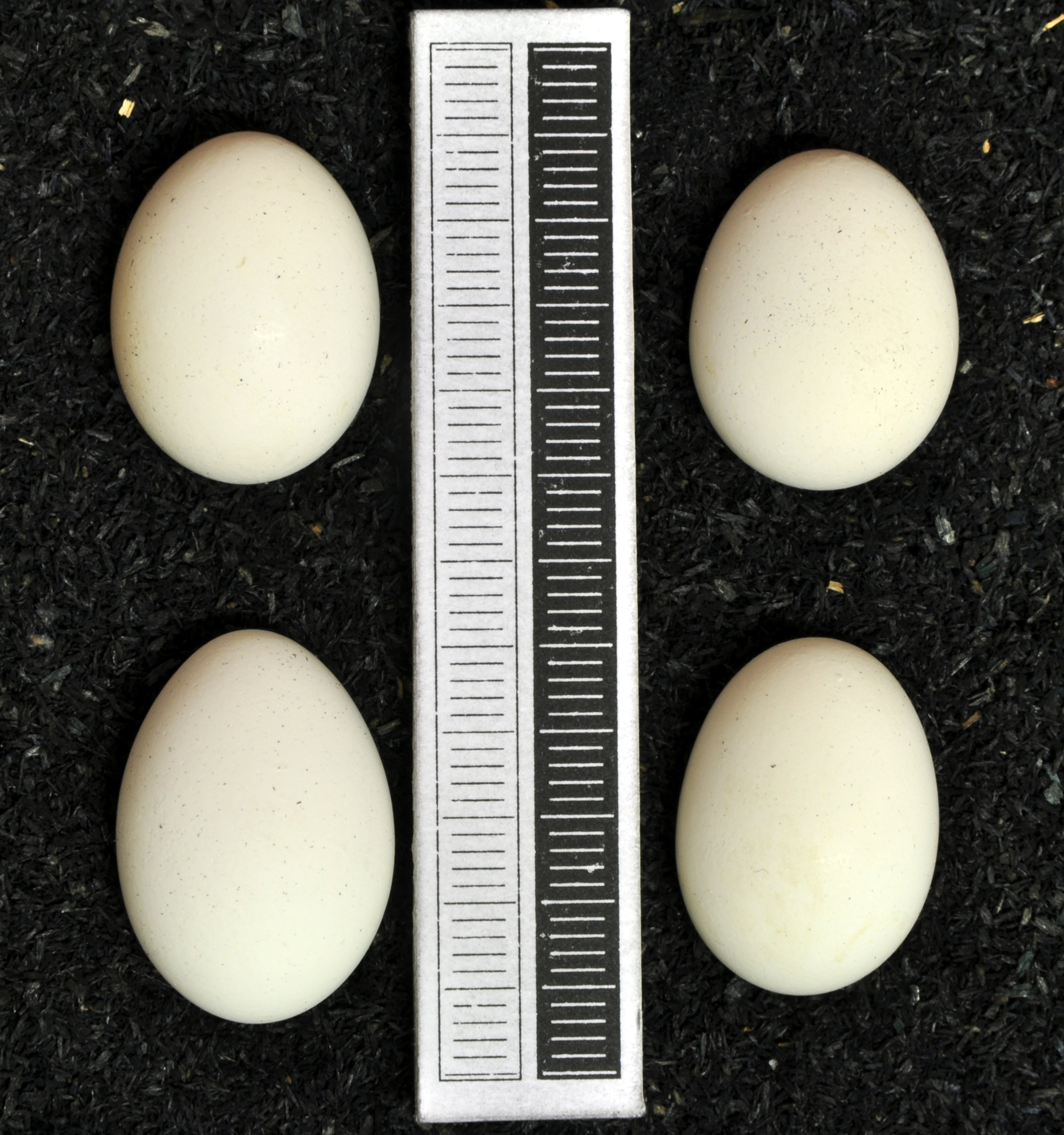
Œuf d'inséparables masqués

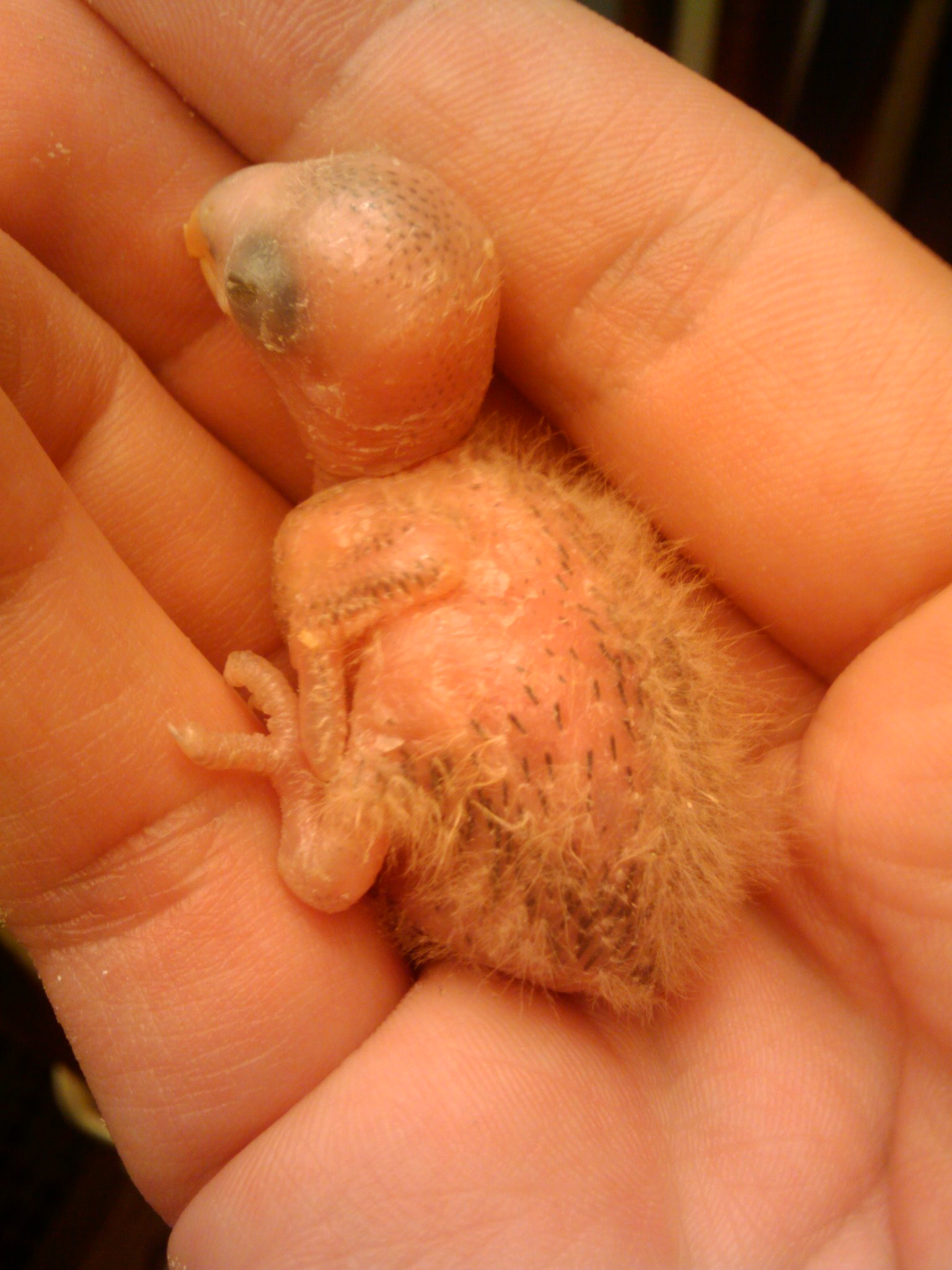
Oisillon d'environ une semaine

## Élevage des oisillons à la main et alimentation

### Élevage des oisillons
L'élevage à la main (EAM) n'a pas pour seul objectif l'apprivoisement des oiseaux. Cela peut être une nécessité dans les cas suivants : abandon des œufs, des poussins, mauvais parent ou mort d'un des deux. C'est une tâche qui n'est pas facile, l'éleveur tient la vie d'un oisillon entre ses mains et c'est assez coûteux. D'ailleurs, les oiseaux élevés ainsi sont nettement plus chers que les autres. L'imprégnation à l'homme dépend de la durée de nourrissage et du temps consacré à l'oiseau (manipulations).
Le matériel
- Le nid

De préférence en plastique avec comme litière du sopalin. Une lampe infrarouge ou un cordon chauffant pour le réchauffer. Attention aux brûlures. Un bac d'eau pour maintenir une bonne hygrométrie.
Il existe bien sûr des couveuses et des éleveuses, faciles d'entretien, qui règlent automatiquement la température et l'humidité.
Une petite cage avec mangeoire et abreuvoir.
- L'alimentation

Choisir plutôt les pâtées industrielles. Elles sont équilibrées et digestes, eau de dilution (de préférence eau minérale faiblement minéralisée) et pour les premiers repas solution de ringer lactate ou glucosé. Une balance au gramme près pour vérifier qu'il profite (facultatif), un désinfectant pour nettoyer et aseptiser tout ce qui sert au nourrissage et bien sûr l'outil de nourrissage:
- - La seringue est la plus utilisée. Vendue en pharmacie mais réservée à un usage unique elle s'use vite. Elle présente l'avantage de bien garder la température de l'aliment. On trouve aussi de seringue spéciale pour EAM en animalerie.
  - La sonde, réservée aux expérimentés. On garnit directement le jabot (risque de perforation entraînant mort immédiate). On ajoute à la seringue un tuyau adapté à l'oiseau (en diamètre et longueur). Cette méthode est plus rapide. L'oiseau n'a pas besoin de déglutir et l'aliment ne refroidit pas non plus. La sonde est aussi utilisée pour des oiseaux adultes malades.
  - La cuillère, elle, n'est pas très pratique. L'aliment y refroidit vite et l'oiseau se salit beaucoup. Par contre elle ne risque pas de blesser l'oisillon.

Fréquence des repas
Durant les premiers jours de vie, la bouillie doit être très liquide et diluée avec la solution ringer lactate ou glucosé pour le réhydrater. Il faut s'assurer que l'aliment n'est pas trop chaud (35⁰C environ). Il est conseillé les deux premiers jours de nourrir toutes les deux heures y compris la nuit. La température du nid sera de 36 °C et le taux d'humidité 60 %.
À l'ouverture des yeux, 6 repas par jour avec au moins 6 heures sans manger.(la nuit) Quand l'oiseau est plumé, 4 repas par jour avec une température du nid de 25 °C.
Le sevrage ne commence que lorsque l'oiseau vole. L'objectif étant de l'inciter à manger seul, il faut réduire progressivement les repas. En gardant toujours le repas du soir, l'oiseau se couche avec le ventre plein. Il est déconseillé de le laisser seul pendant cette période. La présence de congénères de la même espèce est favorable, voire nécessaire, au juvénile qui par imitation copiera leur comportement de subsistance.

### Alimentation
Les inséparables masqués sont granivores et herbivores. Pour mieux digérer les graines, il doit avaler un peu de gravier.

#### Préférences
Le type de graine favori des inséparables masqués est le millet séché.
Les fruits et légumes les plus appréciés sont ceux à chaire molle comme les bananes, les pommes, etc. Certains peuvent apprécier les pâtes et le riz.

#### Les aliments dangereux
Certains aliments qui pour les humains sont de simples aliments sans conséquences, peuvent rendre malades les inséparables masqués voire leur causer la mort.
En voici une liste :
- Avocat
- Produits laitiers, (fromage, beurre, etc.)
- Ail
- Chocolat

## Sources
- https://www.animalandco.fr/a-c-fiche-race/oiseaux/les-inseparables/